# Maurizio Peccarisi
Maurizio Peccarisi (Bordighera, 17 febbraio 1978) è un ex calciatore italiano, di ruolo difensore.

## Carriera

### Club
Nato a Bordighera ma cresciuto a Milazzo, inizia l'attività nella Reggina per poi passare al Giulianova ed all'Ancona, con la quale conquisterà una promozione in Serie B, a cui segue una sfortunata parentesi ad Arezzo.
Trasferitosi al Cesena diventa uno dei punti di forza della squadra romagnola, contribuendo notevolmente all'atteso ritorno in Serie B, ragion per cui il Torino decide di acquistarlo. Qui si distingue positivamente e contribuisce all'atteso ritorno del "Toro" in Serie A che però non avviene a causa dei numerosi debiti emersi dalle ultime gestioni, la società di conseguenza fallisce.
A seguito del fallimento il giocatore viene tesserato dalla Triestina che lo cede al Rimini nel gennaio del 2006.
Il 10 luglio del 2008 ha firmato un contratto triennale con la Salernitana.
Il suo primo gol con i granata nella trasferta col Ravenna.
Il 21 luglio 2011 subisce lo svincolo d'ufficio a seguito dell'esclusione del club campano dai campionati, il 12 agosto 2011 viene ingaggiato dall'Ascoli dopo 10 giorni di prova. Esordisce in Coppa Italia con la sua nuova squadra il 14 agosto nel vittorioso incontro contro il Taranto mentre in campionato il 27 nella sconfitta casalinga contro il Torino.
Il 30 giugno 2013 rimane svincolato e il 22 luglio seguente parte per il ritiro a Coverciano dei calciatori svincolati sotto l'egida dell'Associazione Italiana Calciatori. Il 13 agosto sottoscrive in contratto annuale con l'Avellino, neopromosso in Serie B. Dopo un breve periodo ancora da svincolato, il 15 settembre 2014 scende di categoria, in Lega Pro firmando per un anno col Pordenone.

## Statistiche

### Presenze e reti nei club
| Stagione           | Squadra            | Campionato         | Campionato | Campionato | Coppe nazionali | Coppe nazionali | Coppe nazionali | Coppe continentali | Coppe continentali | Coppe continentali | Altre coppe | Altre coppe | Altre coppe | Totale | Totale |
| Stagione           | Squadra            | Comp               | Pres       | Reti       | Comp            | Pres            | Reti            | Comp               | Pres               | Reti               | Comp        | Pres        | Reti        | Pres   | Reti   |
| ------------------ | ------------------ | ------------------ | ---------- | ---------- | --------------- | --------------- | --------------- | ------------------ | ------------------ | ------------------ | ----------- | ----------- | ----------- | ------ | ------ |
| 1995-1996          | Reggina            | B                  | 1          | 0          | CI              | 0               | 0               | -                  | -                  | -                  | -           | -           | -           | 1      | 0      |
| 1996-1997          | Reggina            | B                  | 1          | 0          | CI              | 0               | 0               | -                  | -                  | -                  | -           | -           | -           | 1      | 0      |
| Totale Reggina     | Totale Reggina     | Totale Reggina     | 2          | 0          |                 | 0               | 0               |                    | -                  | -                  |             | -           | -           | 2      | 0      |
| 1997-1998          | Giulianova         | C1                 | 6          | 0          | CI-C            | 0               | 0               | -                  | -                  | -                  | -           | -           | -           | 6      | 0      |
| 1998-1999          | Giulianova         | C1                 | 27         | 1          | CI-C            | 0               | 0               | -                  | -                  | -                  | -           | -           | -           | 27     | 1      |
| Totale Giulianova  | Totale Giulianova  | Totale Giulianova  | 33         | 1          |                 | 0               | 0               |                    | -                  | -                  |             | -           | -           | 33     | 1      |
| 1999-2000          | Ancona             | C1                 | 27+3       | 0          | CI-C            | 0               | 0               | -                  | -                  | -                  | -           | -           | -           | 30     | 0      |
| 2000-2001          | Ancona             | B                  | 24         | 0          | CI              | 1               | 0               | -                  | -                  | -                  | -           | -           | -           | 25     | 0      |
| 2001-2002          | Ancona             | B                  | 19         | 0          | CI              | 0               | 0               | -                  | -                  | -                  | -           | -           | -           | 19     | 0      |
| 2002-gen. 2003     | Ancona             | B                  | 0          | 0          | CI              | 2               | 0               | -                  | -                  | -                  | -           | -           | -           | 2      | 0      |
| Totale Ancona      | Totale Ancona      | Totale Ancona      | 70+3       | 0          |                 | 3               | 0               |                    | -                  | -                  |             | -           | -           | 76     | 0      |
| gen.-giu. 2003     | Arezzo             | C1                 | 11         | 1          | CI-C            | -               | -               | -                  | -                  | -                  | -           | -           | -           | 11     | 1      |
| 2003-2004          | Cesena             | C1                 | 29+4       | 1+1        | CI+CI-C         | 3+2             | 0               | -                  | -                  | -                  | -           | -           | -           | 37     | 2      |
| 2004-2005          | Torino             | B                  | 33+3       | 3          | CI              | 6               | 0               | -                  | -                  | -                  | -           | -           | -           | 42     | 0      |
| 2005-gen. 2006     | Triestina          | B                  | 21         | 0          | CI              | 0               | 0               | -                  | -                  | -                  | -           | -           | -           | 21     | 0      |
| gen.-giu. 2006     | Rimini             | B                  | 11         | 0          | CI              | -               | -               |                    | -                  | -                  |             | -           | -           | 11     | 0      |
| 2006-2007          | Rimini             | B                  | 24         | 0          | CI              | 1               | 0               |                    | -                  | -                  |             | -           | -           | 25     | 0      |
| 2007-2008          | Rimini             | B                  | 24         | 1          | CI              | 2               | 0               |                    | -                  | -                  |             | -           | -           | 26     | 1      |
| Totale Rimini      | Totale Rimini      | Totale Rimini      | 59         | 1          |                 | 3               | 0               |                    | -                  | -                  |             | -           | -           | 62     | 1      |
| 2008-2009          | Salernitana        | B                  | 19         | 0          | CI              | 3               | 0               | -                  | -                  | -                  | -           | -           | -           | 22     | 0      |
| 2009-2010          | Salernitana        | B                  | 11         | 0          | CI              | 0               | 0               | -                  | -                  | -                  | -           | -           | -           | 11     | 0      |
| 2010-2011          | Salernitana        | 1D                 | 18+1       | 1          | CI+CI-LP        | 0               | 0               | -                  | -                  | -                  | -           | -           | -           | 19     | 1      |
| Totale Salernitana | Totale Salernitana | Totale Salernitana | 48+1       | 1          |                 | 3               | 0               |                    | -                  | -                  |             | -           | -           | 52     | 1      |
| 2011-2012          | Ascoli             | B                  | 36         | 1          | CI              | 2               | 0               | -                  | -                  | -                  | -           | -           | -           | 38     | 1      |
| 2012-2013          | Ascoli             | B                  | 32         | 0          | CI              | 2               | 0               | -                  | -                  | -                  | -           | -           | -           | 34     | 0      |
| Totale Ascoli      | Totale Ascoli      | Totale Ascoli      | 68         | 1          |                 | 4               | 0               |                    | -                  | -                  |             | -           | -           | 72     | 1      |
| 2013-2014          | Avellino           | B                  | 26         | 0          | CI              | 2               | 0               | -                  | -                  | -                  | -           | -           | -           | 28     | 0      |
| 2014-gen. 2015     | Pordenone          | LP                 | 11         | 0          | CI-LP           | 0               | 0               | -                  | -                  | -                  | -           | -           | -           | 11     | 0      |
| gen.-giu. 2015     | Venezia            | LP                 | 11         | 0          | -               | -               | -               | -                  | -                  | -                  | -           | -           | -           | 11     | 0      |
| Totale carriera    | Totale carriera    | Totale carriera    | 422+11     | 8+1        |                 | 26              | 0               |                    | -                  | -                  |             | -           | -           | 459    | 9      |

## Palmarès

### Club

#### Competizioni nazionali
- Coppa Italia Serie C: 1

Cesena: 2003-2004